# Kate Allen (triatlete)
Katherine Jessie Jean (Kate) Allen (Geelong, 25 april 1970) is een Oostenrijkse voormalige triatlete van Australische komaf. Ze nam tweemaal deel aan de Olympische Spelen en won hierbij één gouden medaille.

## Biografie
Allen is geboren in Geelong en groeide op bij een schapenboerderij en vlak bij een atletiekbaan. Als kind won ze diverse jeugdkampioenschappen en stond ze bekend als Australisch talent. Door andere interesses legde ze zich hierna toe op het turnen.
Ze begon met triatlon in 1996 op 26-jarige leeftijd. Ze raakte geïnteresseerd in deze sport, nadat ze omging met een Oostenrijks triatleet genaamd Marcel Diechter. Ze trouwden in 1999 en Allen nam in 2002 de Oostenrijkse nationaliteit aan. Ze trainde 25-30 uur per week en werd getraind door haar man. Ze is een gediplomeerd verpleegster. Dat jaar werd ze tweede op de Ironman Austria en behaalde als debutante met 8:58.24 de snelste debuuttijd ooit. In datzelfde jaar nam ze deel aan de Ironman Hawaï, waarbij ze een zevende plaats behaalde. In het jaar erop won ze verschillende wedstrijden, zoals de Ironman Austria en een ITU wedstrijd in Genève.
Op de Olympische Spelen van 2004 in Athene behaalde Allen een gouden medaille met een tijd van 2:04.43,45. Na het zwemmen lag ze nog op een 44e plaats. Tijdens het fietsen en lopen wist ze iedereen in te halen en slechts 150 meter van de finish lag ze eerste. Dat jaar werd ze verkozen tot Oostenrijks sportpersoonlijkheid van het jaar.
Het grootste gedeelte van 2005/2006 concentreerde Kate Allen zich op de lange afstand. Ze kwalificeerde zich voor de Olympische Spelen van 2008 in Peking door achtste te worden op het WK. Dit was haar hoogste klassering die ze bij een wereldkampioenschap behaalde. Op de Spelen van Peking ging het minder voortvarend dan vier jaar eerder en moest ze genoegen nemen met een veertiende plaats in 2:02.00,69.
Ook op het Europees kampioenschap op de olympische afstand boekte ze goede resultaten. In zowel 2004 als 2007 won ze een zilveren medaille. Beide keren werd ze geklopt door de Portugese Vanessa Fernandes.
In 2009 maakte Allen het einde van haar sportcarrière bekend. Op haar laatste wedstrijd, de ITU wereldbekerwedstrijd in Kitzbühel, behaalde ze een negende plaats.

## Titels
- Olympisch kampioene triatlon - 2004
- Oostenrijks kampioene triatlon op de olympische afstand - 2003
- Oostenrijks kampioene triatlon op de lange afstand - 2003
- Oostenrijks sport persoonlijkheid van het jaar - 2004

## Palmares

### triatlon
- 2001:  triatlon van Nice
- 2002:  Ironman Austria - 8:58.24
- 2002: 7e Ironman Hawaï - 9:38.40
- 2003:  Ironman Austria - 8:54.01
- 2003:  ITU wedstrijd in Geneve
- 2003:  ITU wereldbekerwedstrijd in Hamburg
- 2003: 4e ITU wereldbekerwedstrijd in Makuhari
- 2003: 6e ITU wereldbekerwedstrijd in Geelong
- 2003: 16e WK olympische afstand
- 2003: 13e ITU wereldbekerwedstrijd in Athene
- 2004:  EK olympische afstand - 1:57.32
- 2004:  OS van Athene - 2:04.43
- 2005:  Ironman Austria - 9:07.03
- 2005: 5e Ironman Hawaï - 9:22.08
- 2006: 5e Ironman Hawaï - 9:30.22
- 2007:  EK olympische afstand - 2:03.21
- 2007:  ITU wereldbekerwedstrijd in Salford
- 2008: 8e WK olympische afstand in Vancouver
- 2008: 14e OS van Peking
- 2008: DNF ITU wereldbekerwedstrijd in New Plymouth
- 2009: 9e ITU wereldbekerwedstrijd in Kitzbühel
- 2009: 19e EK olympische afstand in Holten - 1:59.31

### atletiek
- 2006:  halve marathon van Wenen - 1:14.24

2000: Brigitte McMahon ·
2004: Kate Allen ·
2008: Emma Snowsill · 
2012: Nicola Spirig · 
2016: Gwen Jorgensen · 
2020: Flora Duffy · 
2024: Cassandre Beaugrand
- Gemeinsame Normdatei: 131606344
- Virtual International Authority File: 38055334
- WorldCat: E39PBJhMkgb6gqHQH7qGQdHpyd